# Sala de la Verna
La Sala de la Verna es un recinto natural subterráneo situado en la localidad vascofrancesa de Sainte-Engrâce (provincia de Sola, región de Aquitania, Francia), y que forma parte del Sistema de la Piedra de San Martín – Gouffre des Partages. Fue descubierta en 1953, y se abrió al público en 2010.

## Dimensiones

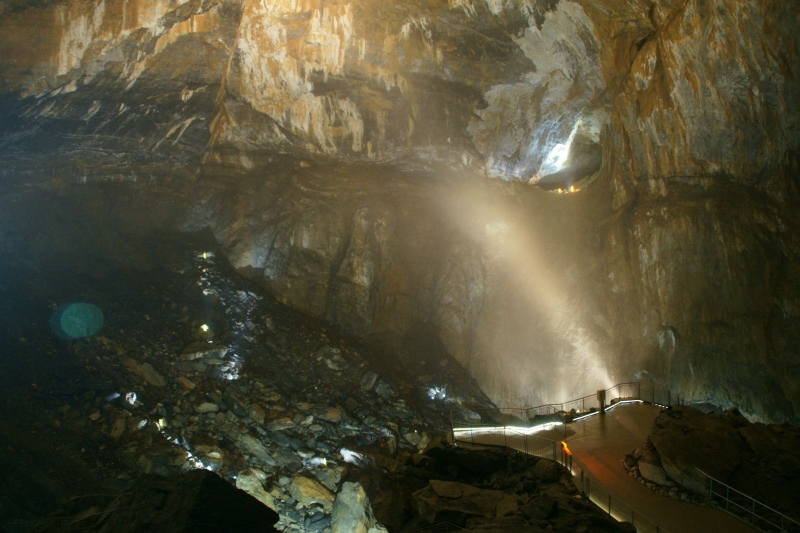
Plataforma panorámica en la Sala. Al fondo, en la parte superior de la imagen, se observa el comienzo de la Galería Aranzadi (antiguo cauce del río Saint Vincent).

La Sala de la Verna es actualmente la mayor cavidad visitable del mundo. Sus dimensiones son 194 metros de altura, 245 metros de ancho, 5 hectáreas de superficie y 3,6 millones de metros cúbicos de volumen. Esto la convierte en la mayor sala de Francia, siendo la cuarta más grande en Europa por detrás de la Torca del Carlista (España), la Sala Gigantilor (Rumanía) y la Sala del Eclipse (perteneciente al mismo Sistema San Martín - Partages). Estas dimensiones permitieron que, el año 2003, un globo aerostático tripulado por cuatro personas efectuara un vuelo dentro de la Sala de la Verna.

## Toponimia
La denominación de la Sala de la Verna tiene su origen en el grupo al cual pertenecían varios de sus descubridores. Los espeleólogos Daniel y Pierre Eppely, Michel Letrône, Louis y Georges Ballandraux, que pertenecían al grupo scout llamado “Clan de La Verna”, venían participando en las exploraciones de la Sima de San Martín desde el año 1952 (en el que intervinieron en el intento fallido de rescate de Marcel Loubens).

## Geomorfología
El Sistema de la Piedra de San Martín tiene su origen en la disolución de los materiales calcáreos por parte de las corrientes de agua. La corriente denominada Saint Vincent ha alcanzado así las capas de esquisto impermeable que subyacen a la piedra caliza soluble, y se desliza sobre ellas hasta que la naturaleza de los materiales cambia a la altura de la Sala de la Verna. Este cambio en los materiales produjo el hundimiento de los mismos (entre 194.000 y 211.000 años antes de la época actual), lo que ha originado una depresión de unos 100 metros de altura, por los que cae el agua en cascada. En la pared contralateral se distingue todavía el conducto original (Galería Aranzadi). Tras filtrarse entre los bloques que cubren el fondo de la Sala de la Verna, el río Saint Vincent reaparece 1.500 metros más abajo en la denominada surgencia de Bentia (Sainte-Engrâce).
El tamaño de la Sala de la Verna es tan grande que supera la discordancia hercínica. En el fondo de la sala aparecen casi verticalmente materiales calizos del Devónico, y sobre ellos pelitas del Carbonífero. En la discordancia de la orogenia hercínica, aparecen calizas del Santoniense. Sobre todas ellas, abundan las rocas del Cuaternario.

## Historia
Entre 1950 y 1956, el hidrogeólogo Fernand Ravier investigó el régimen de aguas del Macizo de Larra-Belagua por encargo de la empresa hidroeléctrica EDF. Ravier dedujo el curso de los ríos subterráneos que debían atravesar el macizo, y los denominó con los nombres de sus hijos: Saint Vincent y Saint Georges. Bajo la dirección de Max Cosyns, los espeleólogos orientaron sus prospecciones según las investigaciones de Ravier. Fue así como Georges Lépineux descubrió la Sima de San Martín, primera entrada del Sistema de la Piedra de San Martín - Gouffre des Partages, en 1950. La denominada por sus compañeros “Sima Lépineux” fue descendida por primera vez en 1951, constatándose una profundidad de -340 metros que la convirtieron en el mayor pozo vertical del mundo. En 1952 se prosiguieron las exploraciones, alcanzándose la cota de -550 metros; no obstante, la expedición se interrumpió por la muerte en accidente de Marcel Loubens.
La exploración prosiguió en 1953. Los grupos de espeleólogos se turnaron para seguir explorando río abajo el curso de la corriente Saint Vincent. El 13 de agosto Georges Lépineux, Jimmy Théodor, Daniel Eppely, Michel Letrône y Georges Ballandraux encontraron la Sala de la Verna; en su fondo se midió una profundidad de -734 metros respecto a la superficie, lo que significó a la sazón el récord mundial de profundidad.

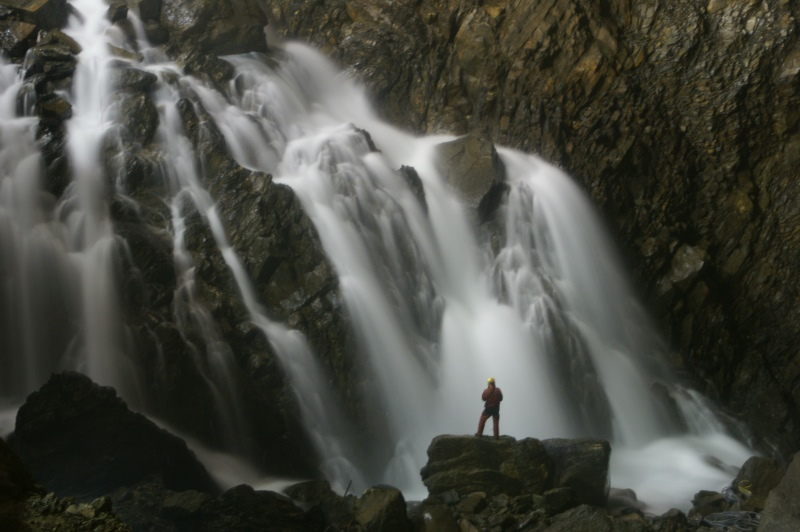
Cascada de La Verna.

Jacques Labeyrie consideró que el salto de agua de la Sala de la Verna podía ser aprovechado hidroeléctricamente; fue Norbert Casteret quien se lo propuso a EDF. La empresa se mostró interesada, y ese fue el motivo por el que se iniciaron los trabajos de perforación del túnel en 1956. No obstante, la topografía de 1953 (hecha con brújula y cinta métrica) se reveló inexacta, y no encontraron La Verna sino otra cavidad distinta (Arphidia); los trabajos de perforación se suspendieron.
En 1960 se planificó una nueva topografía desde la Sima Lépineux hasta La Verna con materiales de precisión (teodolitos). En el marco de las V Jornadas de la Unión de Espeleólogos Vascos colaboraron espeleólogos franceses y españoles con el apoyo del Ejército de sus respectivos países. Durante esta expedición los miembros de la Sociedad de Ciencias Aranzadi estudiaron la geología de La Verna, deduciendo que a 100 metros de altura debía existir una continuación del primitivo curso del río (la Galería Aranzadi, que sería descubierta en 1961). Con la nueva topografía se reanudaron los trabajos de perforación del túnel, que alcanzó La Verna en diciembre de ese mismo año.
Durante 7 años, EDF registró el caudal del río Saint Vincent, y en 1967 llegaron a la conclusión de que no era suficiente; faltaban muchos años antes de que la tecnología hiciera rentables las microcentrales hidroeléctricas. Así, el proyecto se abandonó y durante muchos años el túnel se empleó únicamente para la exploración espeleológica.
El año 2000, la empresa eléctrica SHEM retomó el proyecto de explotación hidroeléctrica de La Verna, construyó la instalación actual (que aprovecha 1 metro cúbico de agua para alimentar la central eléctrica de Sainte-Engrâce) y reparó el túnel y su ruta de acceso. Los derechos que la empresa abona a los municipios implicados permitieron los trabajos de acondicionamiento de la Sala de la Verna (900.000 €) y su apertura al público desde el año 2010, bajo responsabilidad del Comité de Espeleología de los Pirineos Atlánticos.
Actualmente prosigue la exploración espeleológica del Sistema de la Piedra de San Martín - Gouffre des Partages, incluidas varias incógnitas en la propia Sala de la Verna.

## Biología
Los habitantes endémicos de la Sala de la Verna son unos pequeños coleópteros de la familia Carabidae, ciegos y despigmentados. El año 1960 se identificaron 21 especies de animales en La Verna, entre ellos algunos de los géneros Aphoenops e Hydraphaenops. Las dos especies más abundantes son Aphoenops loubensi y Aphoenops cabidochei.
Durante los primeros años, la investigación bioespeleológica de La Verna corrió a cargo de Michel Cabidoche, acompañado de su esposa Madeleine Guillemet. En la Sala instalaron cinco estaciones, y realizaron una toma de datos mensual durante cuatro años consecutivos. Esta labor fue novedosa en su día, dado que fue la primera investigación bioespeleológica realizada in situ (hasta entonces este tipo de seguimiento se realizaba en laboratorio).
Tras la apertura al público en 2010, la investigación de esta fauna recayó sobre el grupo del profesor Arnaud Faille (Museo Nacional de Historia Natural de Francia).